# Небула
Небула (англ. Nebula) — вигадана персонажка з коміксів американського видавництва Marvel Comics. Створена Роджером Стерном і Джоном Бушемою і дебютувала у всесвіті Marvel у коміксі The Avengers #257 (липень 1985). Спочатку представлена як суперлиходійка, Небула згодом стала антигероїнею та членкинею команди Вартові галактики. Небула виховувалася Таносом разом зі своєю «сестрою» Ґаморою, якій Танос відкрито віддавав перевагу перед Небулою, що викликало у неї величезну ненависть до своєї сестри.
Хоча Небула стверджувала, що вона й онука Таноса, й донька Зорра, її справжній родовід оповитий таємницею. Думки, передані від неї до Повелителя Вогню Зандара, пропонують поглянути на її дитинство, наповнене жорстокими чоловічими постатями. Танос заволодів нею і продовжував знущатися з неї, нацьковуючи її на «сестру» Ґамору, оскільки вони обидві росли під його тиранічною опікою. Зрештою, вона стала космічною піраткою, яка билася з Месниками, скруллами, зандаріанцями, Повелителем Вогню, Срібним Серфером, Ронаном Обвинувачем і Божевільним Титаном Таносом.
Небула з'являлася в різних адаптаціях в інших медіа, включаючи анімаційні телесеріали та відеоігри. Карен Ґіллан зобразила персонажку в Кіновсесвіті Marvel, а саме у фільмах: «Вартові галактики» (2014), «Вартові галактики 2» (2017), «Месники: Війна нескінченності» (2018), «Месники: Завершення» (2019), «Тор: Любов і грім» (2022), «Вартові галактики: Спеціальний святковий випуск» (2022) та «Вартові галактики 3» (2023). Окрім цього, вона озвучила Небулу в анімаційному телесеріалі Disney+ «А що як...?» (2021).

## Історія публікації
Персонажка є створеною сценаристом Роджером Стерном і художником Джоном Бушемою, перша її поява відбулась у коміксі The Avengers #257 (липень 1985).

## Визнання
- 2020: Небула посіла своє місце у списку Scary Mommy «Шукаєш приклад для наслідування? Представляємо понад 195 персонажок Marvel, в яких хоробрість в крові».[5]
- 2022: Небула посіла 4 місце у списку CBR.com «10 найсильніших дітей Таноса».[6]

## Поза коміксами

### Телебачення
- Небула з'явилася у двох епізодах мультсеріалу 1999 року «Срібний Серфер», озвучена Дженніфер Дейл.
- У мультсеріалі «Загін супергероїв» 2009 року Небула з'являється у другому сезоні, де її озвучила Джейн Лінч.[7] Тут вона є старшою сестрою Таноса.
- Небула з'являється у мультсеріалі «Вартові галактики», озвучена Крі Саммер.[8]

### Кіновсесвіт Marvel
- Карен Ґіллан зображує Небулу в медіа в кіновсесвіті Marvel.[9] Ця версія є однією з кількох названих дітей, яких Танос виховував разом зі своєю названою сестрою Ґаморою, з якою у неї виникло суперництво. З часом у Небули розвинулася нав'язлива потреба перемогти Ґамору в бою, але кожного разу, коли вона програвала, Танос піддавав її болісним каліцтвам, замінюючи частини її тіла кібернетичними імплантами. Це вселило в Небулу глибоку ненависть до Таноса, а також образу на Ґамору за те, що вона не ставилася до неї, як до сестри. У повнометражних фільмах «Вартові галактики» (2014), «Вартові галактики 2», «Месники: Війна нескінченності» та «Месники: Завершення», Небула врешті-решт примиряється з Ґаморою, стає членкинею Вартових галактики[10] і працює з Месниками, щоб зупинити Таноса.[11]
- Крім того, Ґіллан озвучує альтернативні часові версії Небули в мультсеріалі Disney+ «А що як...?»[12] і повторює свою роль у спеціальному випуску «Вартові галактики: Спеціальний святковий випуск» та повнометражному фільмі «Вартові галактики 3».[13][14][15]

### Відеоігри
- Небула є передостаннім босом в грі Marvel Super Heroes: War of the Gems для SNES.[16]
- Джейн Лінч озвучила Небулу у грі Marvel Super Hero Squad: The Infinity Gauntlet.[17]
- Небула є однією з суперлиходіїв у грі Marvel: Avengers Alliance для Facebook.
- Небула є однією з суперлиходіїв у грі Marvel Future Fight.
- Небула з'явилась у Marvel Avengers Academy, озвучена Ліннеєю Сейдж.[18]
- Небула є однією з персонажок у грі Marvel: Contest of Champions.[19]
- Небула з кіновсесвіту з'являється в Lego Marvel Super Heroes 2.[20]
- У грі Marvel's Guardians of the Galaxy: The Telltale Series Небула виступає як проміжна протагоністка. У залежності від рішень гравця, вона може або приєднатися до Вартових, помирившись з Ґаморою, або рухатися далі за сюжетом поодинці.[21]
- Небула є одним з босів у Marvel Ultimate Alliance 3: The Black Order, озвучена Ешлі Берч.[17]
- Небула є одним з босів у Marvel Future Revolution.[22]
- Небула з'являлась у Marvel Snap.[23]